# Simon Islip
Pour les articles homonymes, voir Islip.
Simon Islip, mort le 26 avril 1366 , est l'archevêque de Cantorbéry de 1349 jusqu'à sa mort.

## Biographie
De la vie personnelle d'Islip, peu de choses sont connues. Son nom laisse penser qu'il est né à Islip près d'Oxford.
Simon Islip étudie à l'Université d'Oxford où il obtient un doctorat en droit canon et civil. Il gravit rapidement les échelons tant dans sa charge ecclésiastique que dans le domaine civil. Dans les années 1340, il est chapelain royal et membre du conseil du roi Édouard III. En cette période, la peste noire noire fait des ravages, et emporte en août 1348 l'archevêque de Cantorbéry Jean de Stratford, puis ses successeurs John de Ufford (en) en mai 1349 et Thomas Bradwardine en août 1949. Le 20 septembre 1349, Simon Islip devient le nouvel archevêque de Cantorbéry. Il est consacré le 20 décembre de cette même année,.
Une des premières missions d'Islip est de renouveler le clergé, après les pertes dues à la peste. En 1361, il fonde Canterbury Hall (en), un collège qui accueille douze élèves. Le 9 décembre 1365, il nomme John Wyclif Doyen de l'institution.
Dans son administration, Simon Islip se montre tolérant et « avare des temporalités » de son diocèse.
Islip meurt le 26 avril 1366 à Mayfield dans le Sussex, trois ans après un accident cérébral qui l'a privé de la parole. Selon ses dernières volontés, ses funérailles sont privées, et organisées pour être peu dispendieuses.